# Patritius Wasserburger
Patritius Wasserburger (* 1700 in Neuhaus, Budweiser Kreis, Böhmen; † 13. Oktober 1769 in Wien) war ein böhmisch-österreichischer, römisch-katholischer Ordensmann und Autor.

## Leben
Wasserburger trat 1725 dem Orden der Barmherzigen Brüder vom hl. Johannes von Gott in Wien bei und war in der Folge Prior in Feldsberg, Pressburg, Graz, Kuks und Prag. Bei seinem Eintritt war er bereits Magister der Philosophie. Wurzbach schreibt, dass er Priester gewesen sei, dafür gibt es aber keine Primärquelle -- vermutlich war er Laienbruder.

## Werke
- gute Gedanken, Worte und Werke, das ist: der mit sich selbst redende, im Geist sich unterhaltende, seine Gedanken, Wort und Werke wohleinrichtende Religiös des heiligen Ordens des heiligen Vaters Johann von Gott, kurz, anmutig, Reim- und Gesangweis gestellet, und eingerichtet, so daß es eine jede andere Ordens - und auch weltliche Person mit Trost und Nutzen lesen kann Wien, 1765
- der so genannte Sinn- Lehr - und Geistvolle auf Befehl des Grafen von Spork zur nützlichen Betrachtung vorgestellte Todentanz; mit Kupferstichen; 1767
- anmuthig und lehrreiche in 1000 mit allerhand Texten, Sprüchen, versehene Singgesätzen verfaßte Lebensbeschreibung des heilig und liebreichen Vaters Joannis de deo, wunderbaren Stifters des heilbringenden Ordens der Barmherzigkeit, in Bedienung der lieben Armen und Kranken oder sogenannten barmherzigen und geistlichen Brüder nebst Melodien; Wien 1767